# Albrecht von Graefe (politiker)
Albrecht von Graefe, född 1 januari 1868, död 18 april 1933, var en tysk politiker. Han var son till Albrecht von Graefe.
Graefe var storgodsägare och fram till 1912 verksam som officer. Åren 1899-1918 var han ledamot av Mecklenburgs lantdag och 1912-1918 av tyska riksdagen för Tysk-konservativa partiet. Han var även medlem av nationalförsamlingen och från 1920 åter av riksdagen som ledamot för Tysknationella folkpartiet. År 1923 slöt sig Graefe till den antisemitiskt betonade rörelsen och var en tid ordförande i Deutsch-völkische Freiheitsbewegung och senare i Nationalsocialistiska frihetspartiet, partibildningar i Nordtyskland, som senare uppgick i Nationalsocialistiska tyska arbetarepartiet. 